# سیدی احمد العروسی
سیدی احمد العروسی (به فرانسوی: Sidi Ahmed Laaroussi) یک منطقهٔ مسکونی در مراکش است که در استان السمره واقع شده‌است. سیدی احمد العروسی ۱۱٫۴۷ کیلومتر مربع مساحت و ۲۶۹ نفر جمعیت دارد.